# Д'Айбервілл (Міссісіпі)
Д'Айбервілл (англ. D'Iberville) — місто (англ. city) в США, в окрузі Гаррісон штату Міссісіпі. Населення — 12 721 особа (2020).

## Географія
Д'Айбервілл розташований за координатами 30°27′20″ пн. ш. 88°53′54″ зх. д. / 30.45556° пн. ш. 88.89833° зх. д. (30.455482, -88.898249).  За даними Бюро перепису населення США в 2010 році місто мало площу 19,03 км², з яких 18,30 км² — суходіл та 0,73 км² — водойми.

## Демографія
Згідно з переписом 2010 року, у місті мешкало 9486 осіб у 3810 домогосподарствах у складі 2410 родин. Густота населення становила 499 осіб/км².  Було 4298 помешкань (226/км²).
Расовий склад населення:
| - 70,9 % — білих - 15,7 % — чорних або афроамериканців - 8,3 % — азіатів - 0,5 % — корінних американців - 0,1 % — вихідців з тихоокеанських островів - 1,2 % — осіб інших рас |

До двох чи більше рас належало 3,3 %. Частка іспаномовних становила 4,8 % від усіх жителів.
За віковим діапазоном населення розподілялося таким чином: 25,0 % — особи молодші 18 років, 64,7 % — особи у віці 18—64 років, 10,3 % — особи у віці 65 років та старші. Медіана віку мешканця становила 33,0 року. На 100 осіб жіночої статі у місті припадало 94,1 чоловіків;  на 100 жінок у віці від 18 років та старших — 90,7 чоловіків також старших 18 років.
Середній дохід на одне домашнє господарство  становив 55 759 доларів США (медіана — 44 784), а середній дохід на одну сім'ю — 65 127 доларів (медіана — 53 135). Медіана доходів становила 38 571 долар для чоловіків та 30 739 доларів для жінок. За межею бідності перебувало 9,7 % осіб, у тому числі 8,5 % дітей у віці до 18 років та 8,3 % осіб у віці 65 років та старших.
Цивільне працевлаштоване населення становило 4853 особи. Основні галузі зайнятості: мистецтво, розваги та відпочинок — 28,4 %, освіта, охорона здоров'я та соціальна допомога — 17,4 %, роздрібна торгівля — 11,1 %, транспорт — 7,5 %.